# NGC 7585
NGC 7585 est une galaxie lenticulaire située dans la constellation du Verseau. NGC 7585 a été découverte par l'astronome germano-britannique William Herschel en 1784.

## Description
La vitesse de NGC 7585 par rapport au fond diffus cosmologique est de 3 176 ± 25 km/s, ce qui correspond à une distance de Hubble de 46,8 ± 3,3 Mpc (∼153 millions d'al).
NGC 7585 figure dans l'atlas des galaxies particulières d'Halton Arp sous la cote Arp 223. Halton Arp mentione que les bras externes de NGC 7585 sont très diffus et très pâles. Il note aussi qu'il y a une zone d'absorption près du noyau.
Selon la base de données Simbad, NGC 7585 est une galaxie candidate au titre de galaxie active.
À ce jour, seule une mesure non basée sur le décalage vers le rouge (redshift) donne une distance d'environ 42,900 Mpc (∼140 millions d'al), ce qui est à l'intérieur des valeurs de la distance de Hubble.

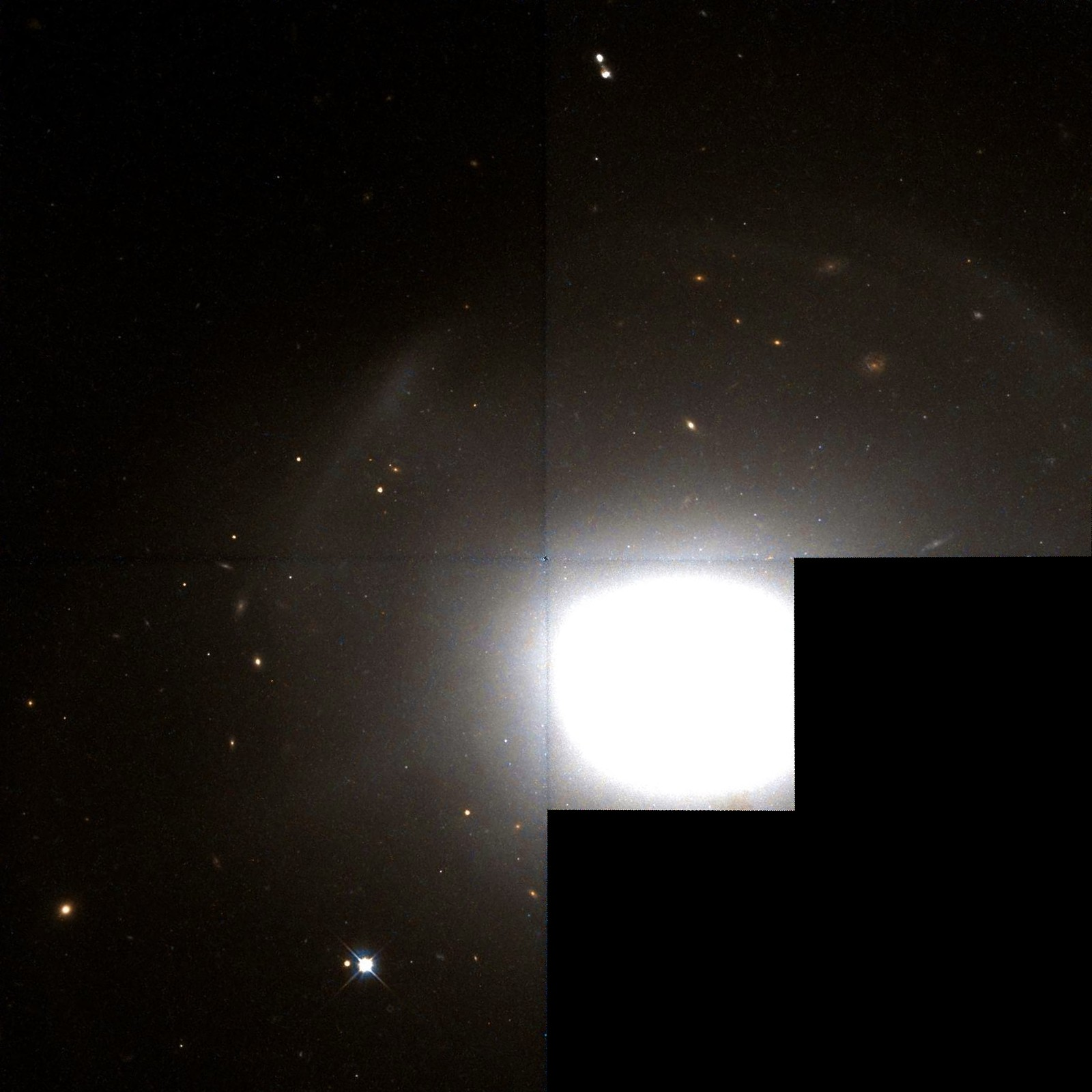
NGC 7585 imagée par le télescope spatial Hubble.
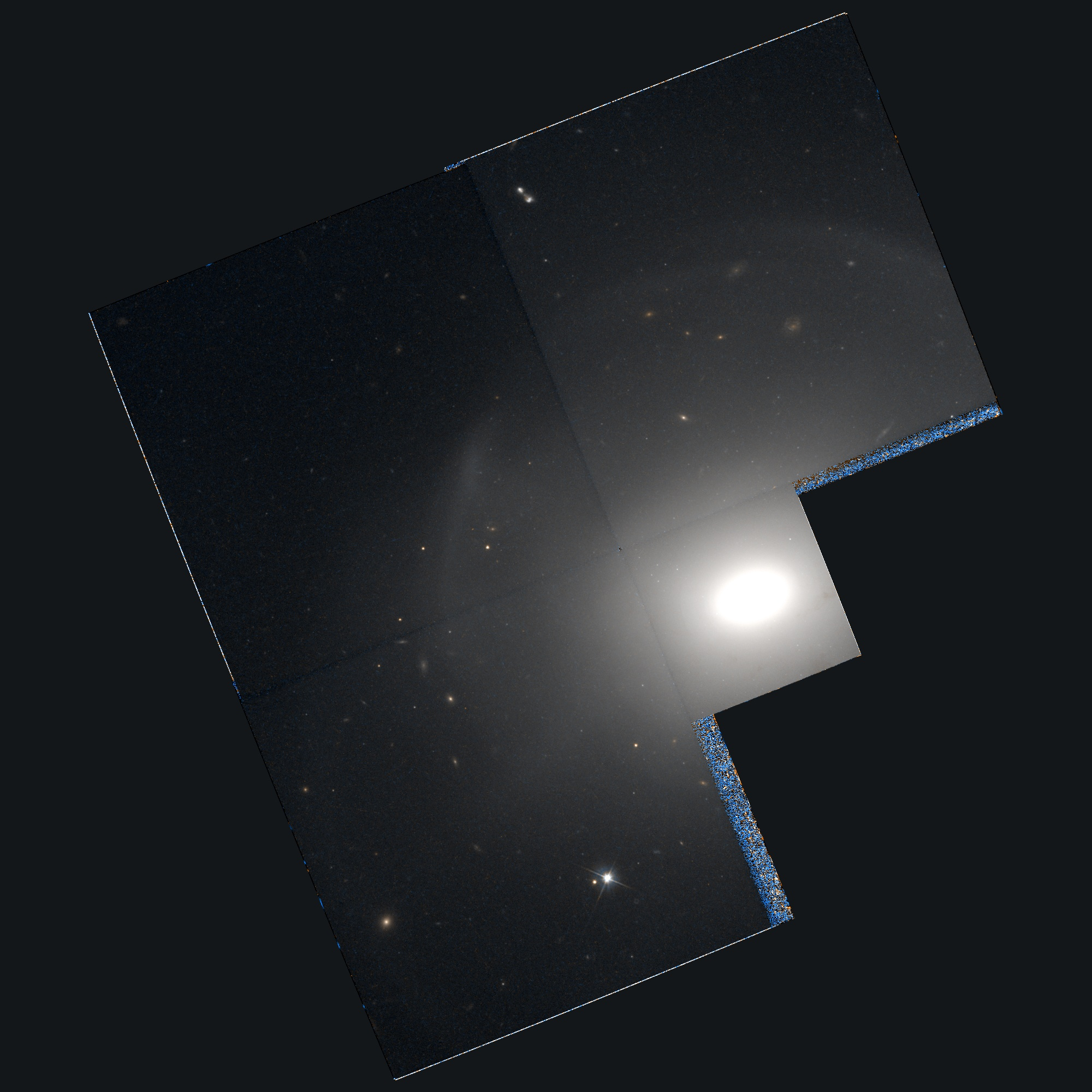
Autre version réalisée par Hubble.

## Une paire de galaxies
En se basant sur un ouvrage publié en 1976 par de Vaucouleurs et al, la base de données NASA/IPAC indique que NGC 7585 forme une paire de galaxies en contact physique (donc en interaction gravitationnelle) avec NGC 7576. La distance de Hubble de NGC 7576 est égale à 47,59 ± 3,37 Mpc (∼155 millions d'al), ce qui signifie que les deux galaxies forment une probable paire réelle. Cependant, à ce jour, aucune donnée ne permet d'affirmer, ou non, qu'elles sont en interaction. De plus, aucune autre source n'indique que les deux galaxies forment une paire en contact.

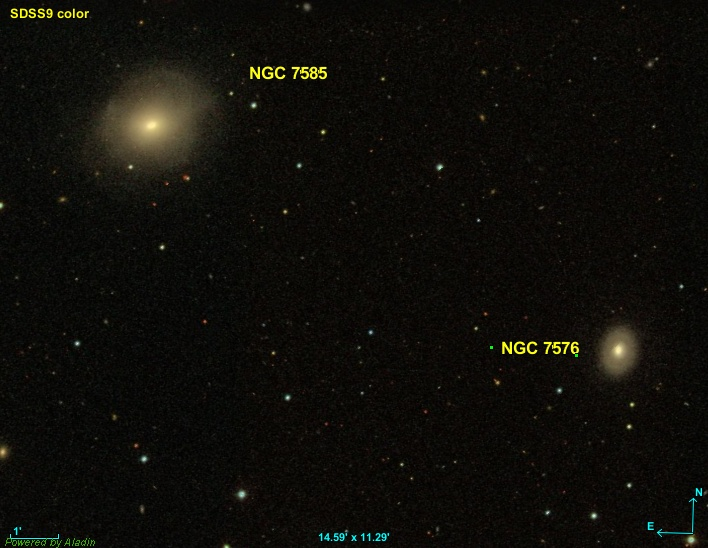
NGC 7576 et NGC 7585, une paire de galaxies?

## Morphologie
NGC 7585 renferme des coquilles proéminentes. On pense que ces structures éphémères (à l'échelle de l'Univers) sont la signature d'un événement de fusion galactique passé. Ces coquilles peuvent également apparaître lors d'une interaction gravitationnelle entre des galaxies.